# Euridice (figlia di Lacedemone)
Euridice (in greco antico: Εὐρυδίκη?, Eurydìkē) è un personaggio della mitologia greca, figlia di Lacedemone, il leggendario fondatore di Sparta e moglie di Acrisio, re di Argo che la rese madre di Danae.
Igino, come moglie di Acrisio la chiama Aganippe.

## Mitologia
Ad essa era attribuita la consacrazione del tempio di Era Argiva a Sparta.